# 160-мм дивизионный миномёт образца 1949 года (М-160)
М-160 (Индекс ГАУ — 52-М-853) — советский дивизионный казнозарядный миномёт. Разработан в Коломенском СКБ ГА.

## История создания
В период с 1945 по 1947 годы в Коломенском СКБ ГА под руководством Шавырина Б.И. был разработан дивизионный миномёт СКБ-21. Миномёт создавался на конкурсной основе и в 1949 году выиграл конкурс и был принят на вооружение под обозначением М-160.

## Серийное производство
Серийное производство миномёта М-160 было развёрнуто на Заводе № 535, а с 1952 года продолжилось уже на Заводе № 172, где продолжалось до 1957 года. За весь период производства было выпущено 2353 экземпляра.

## Описание конструкции
Миномёт М-160 выполнен по жёсткой безоткатной схеме с заряжанием с казённой части и колёсным ходом для буксировки. Для восприятия отдачи миномёт устанавливается на специальную опорную плиту, через которую отдача передаётся в грунт. С целью уменьшения отдачи на миномёте установлен пружинный амортизатор.
Основными составляющими миномёта М-160 являются:
1. Ствол;
2. Казённик;
3. Станок;
4. Опорная плита;
5. Шкворневая лапа.

В цапфенной обойме миномёта установлен гладкий ствол. Обойма соединена шарниром с амортизатором. Так как заряжание производилось с казённой части, в казённике был установлен затвор с пластическим обтюратором. Казённик миномёта М-160 П-образной формы и имеет шаровую пяту, которой устанавливается в опорную плиту, которая представляет собой сварную конструкцию. Ударно-спусковой механизм для производства выстрела установлен в казённике. Симметрично относительно канала ствола установлены две станины. На станинах находится пружинный амортизатор. Поворотный механизм установлен на верхней раме станка и при помощи вертлюга соединён с амортизатором.
Станок миномёта М-160 представляет собой две рамы, которые шарнирно скреплены между собой. На боевой оси смонтирована нижняя рама. Между кронштейнами боевой оси и верхней рамой расположен подъёмно-уравновешивающий механизм. На верхней раме станка надета рейка, на которой установлен поворотный механизм.
Для буксировки с помощью тягача на дульной части ствола имеется шкворневая лапа. Колёсный ход имеет два колеса из губчатой резины.
| Номенклатура применяемых боеприпасов |                |                   |                   |              |                  |                                 |                        |
| Индекс выстрела                      | Индекс снаряда | Масса снаряда, кг | Длина снаряда, мм | Масса ВВ, кг | Марка взрывателя | Начальная скорость снаряда, м/с | Дальность стрельбы, км |
| Фугасные                             |                |                   |                   |              |                  |                                 |                        |
| 53-ВФ-853А                           | 53-Ф-853А      | 41,14             | 1120              | 7,723        | ГВМЗ-7           | 343                             | 0,75—8,04              |
| 53-ВФ-843С                           | 53-Ф-853С      | 41,14             | 1104              | 9,0          | ГВМЗ-7           | 343                             | 0,75—8,04              |
| Осколочно-фугасные                   |                |                   |                   |              |                  |                                 |                        |
| 3ВОФ4                                | 3ОФ6           |                   |                   |              | АР-27            |                                 |                        |

## Операторы

### Современные
- Камбоджа — некоторое количество М-160, по состоянию на 2024 год[4]
- Никарагуа — 4 М-160 на хранении, по состоянию на 2024 год[4]
- Египет — 30 М-160, по состоянию на 2024 год[4]
- Сирия — некоторое количество М-160, по состоянию на 2024 год.[4] Всего 25 поставлено из СССР[5]

### Бывшие
- СССР
- Индия — около 500 единиц М-160, поставлено из СССР в период с 1961 по 1965 годы[6]
- Китай — некоторое количество М-160 (используются под обозначением Тип-56), по состоянию на 2012 год[7]
- Ливия — некоторое количество М-160, по состоянию на 2012 год[8]
- Монголия — некоторое количество М-160, по состоянию на 2012 год[9]
- Россия — 150 единиц М-160 на хранении по состоянию на 2024[10]

## Где можно увидеть
Россия — Музейный комплекс УГМК, г. Верхняя Пышма, Свердловская область.
 Россия — Артиллерийский музей в г. Санкт-Петербург.
 Россия — Пр. Гагарина в г. Нижний Новгород.
 Россия — Музей отечественной военной истории в д.Падиково Истринского района Московской области.